# Буксир (рестлер)
Фред Алекс Оттман (англ. Fred Alex Ottman, род. 10 августа 1956, Норфолк, Виргиния) — бывший американский рестлер. Он выступал в World Wrestling Federation с 1989 по 1993 год под именами Буксир (англ. Tugboat) и Тайфун (англ. Typhoon). В первом случае он играл роль ключевого союзника Халка Хогана. Во втором случае он стал хилом и вместе с Землетрясением сформировал команду «Стихийные бедствия», которая стала командными чемпионами WWF. Член Зала славы WWE с 2025 года.
В 1993 году он дебютировал в World Championship Wrestling под именем Шокмастер (англ. The Shockmaster) и сразу же упал, потеряв маску в прямом эфире, в то время как его товарищи по команде вышли из образов и смеялись. Этот промах повредил его карьере и сейчас считается худшим дебютом в истории рестлинга, но он смог извлечь выгоду из этого провала после своего ухода с ринга. 

## Карьера в рестлинге

### Ранняя жизнь (1984—1988)
Оттман был обучен Борисом Маленко и начал свою карьеру под именем Зигфрид Гигант в феврале 1985 года в Championship Wrestling from Georgia. Позже он выступал в Texas All-Star Wrestling и Continental Wrestling Association как Большой Бубба.

### Championship Wrestling from Florida (1988—1989)
В сентябре 1988 года Оттман выступал на телешоу Championship Wrestling from Florida, которое вел Гордон Солье, в качестве хила по имени Большой человек из стали под управлением Даймонда Далласа Пейджа. Он враждовал, в частности, с Дасти Роудсом. 13 мая 1989 года он победил Роудса в борьбе за титул чемпиона Флориды NWA в тяжёлом весе.

## Личная жизнь
В 2007 году он жил в Лейкленде, Флорида, и работал менеджером по технике безопасности в компании Gaffin Industrial Services, занимающейся уборкой зданий. Он также тренировал команду своих двух сыновей, Беркли и Бо, и дочери Бейли. В настоящее время Беркли работает таймкипером в WWE. Он является шурином рестлера Дасти Роудса. Он один из двух дядей Коди Роудса и Дастина Роудса, второй — Джерри Сагс.

## Титулы и достижения
- Continental Wrestling Association
  - Международный чемпион AWA в тяжёлом весе (1 раз)
  - Южный командный чемпион AWA (2 раза) — с Джерри Лоулером (1 раз) и Голиафом (1 раз)[5][6]
- Championship Wrestling from Florida
  - Чемпион Флориды NWA в тяжёлом весе (1 раз)
- International Wrestling Association
  - Чемпион Соединённых Штатов IWA в тяжёлом весе (1 раз)[7]
  - Интерконтинентальный чемпион IWW (1 раз)[8]
- Super World of Sports
  - Командный чемпион SWS (1 раз) — с Землетрясением[9]
- Universal Superstars of America
  - Чемпион USA в тяжёлом весе (1 раз)[7]
- World Wrestling Federation
  - Командный чемпион WWF (1 раз) — с Землетрясением
  - Зал славы WWE (2025)
- Wrestling Observer Newsletter
  - Худший образ (1993) (Шокмастер)[10]